# 10-deacetilbaccatina III 10-O-acetiltransferasi
La 10-deacetilbaccatina III 10-O-acetiltransferasi è un enzima appartenente alla classe delle transferasi, che catalizza la seguente reazione:
acetil-CoA + 10-deacetilbaccatina III ⇄ CoA + baccatina III
L'enzima non acetila il gruppo idrossido al 1β, 7β o 13α della 10-deacetilbaccatina III, né quello al 5α del taxa-4(20),11-dien-5α-olo. Potrebbe essere uguale alla 10-idrossitaxano O-acetiltransferasi (numero EC 2.3.1.163).